# Jessogran
Jessogran (Picea jezoensis), også skrevet Jesso-Gran, er et stedsegrønt nåletræ med en kegleformet, noget uregelmæssig vækst. Hovedgrenene er øverst vandret udstående, men længere nede nedhængende til opstigende.

## Beskrivelse
Barken er først blankt hvid og furet. Senere bliver den hvidprikket mørkebrun, og gamle grene og stammer kan få en rødligt mørkegrå bark, som sprækker op i firkantede flager. Knopperne er runde og rødbrune.
Nålene sidder skråt fremadvendt på ovesiden af skuddet, men fladt og med skilning langs undersiden. De er flade i tværsnit med en flange langs begge sider. Oversiden er blankt grøn, mens undesiden har to kraftige, hvide bånd. De hanlige blomster er samlet i gule, aflange stande, som sidder jævnt fordelt i træet. De hunlige er rent røde og ligeledes jævnt fordelt. Koglerne er aflangt cylindriske, lysebrune og svagt krummede med bølgede, indadbøjede skæl. Frøene er sorte med en lysebrun vinge.
Rodnettet er fladt og højtliggende.
Højde x bredde og årlig tilvækst: 30 x 3 m (50 x 15 cm/år), men tallene gælder for voksesteder i Vesteuropa.

## Hjemsted
Arten er udbredt fra bjergene i det centrale Japan over Changbaibjergene på grænsen mellem Kina og Nordkorea til det østlige Sibirien, Kurilerne, Sakhalin og Kamtjatka. Dens udbredelse er begrænset til en 400 km bred zone langs Stillehavets kyster, og her danner den tempererede regnskove.
På Kamtjatka har jessogran sin nordligste udbredelse, hvor den danner skove sammen med bl.a. knærod, linnæa, majblomst, finsk rose, Juniperus sibirica (en art af ene), kamtjatkabirk, purpurrørhvene, Ribes triste (en art af ribs), skovsyre, smalbladet gederams, Solidago spiraeifolia (en art af gyldenris), Sorbus sibirica (en art af røn), Spiraea beauverdiana (en art af spiræa), svensk hønsebær og østsibirisk lærk

## Underarter
- Picea jezoensis subsp. jezoensis: Findes i hele udbredelsesområdet undtagen den nedennævnte. Skuddene er lysebrune, næsten hvide, striberne på nålenes undersider er båligt hvide, og koglerne er lysebrune med bløde skæl.
- Picea jezoensis subsp. hondoensis: En isoleret, sydlig udbredelse i de højeste bjerge på Honshu, Japan. Den har brune til brun-orange skud, klart hvide striber på nålenes undersider og orange-brune kogler med stive skæl.

| Portal | Portal:Botanik |

## Note
1. ↑  Pavel V. Krestov, Alexander M. Omelko og Yukito Nakamura: Vegetation and natural habitats of Kamchatka Arkiveret 29. juli 2014 hos  Wayback Machine (engelsk)